# 洛學
洛學，又稱“伊洛之學”，為北宋時期河南洛陽人程顥、程頤兄弟（二程）建立的學派，日後以程頤的思想為主。
學術上，程顥主張「明心見性」，重視「氣」，為學「力行」，影響了陸九淵。程頤主張「格物致知」，重視「理」，為學「窮理」，影響朱熹。
二程為洛陽人，所以學說或學派就稱為“洛學”。另一支以蘇軾為首的蜀學，好批評理學的弊端，引起程頤等人不滿。
王安石新學廢止，洛學與蜀學的矛盾日益突出，形成了長達七年的“蜀洛黨爭”。洛黨以程頤為首、朱光庭為輔，蜀黨以蘇軾為首、呂陶等人為輔。
司馬光門下劉摯、劉安世等人的學派，則被稱為朔學，處於洛學與蜀學之間。